# Bethpage (New York)
Bethpage est une localité située à Long Island dans la ville d'Oyster Bay, dans le comté de Nassau, dans l'État de New York, aux États-Unis, ainsi qu'un lieu désigné pour le recensement (CDP) dont les limites sont légèrement différentes de celles de la localité. La population du CDP était de 16 429 habitants lors du recensement de 2010 aux États-Unis.
La région est desservie par le bureau de poste de Bethpage, code postal 11714, dont les limites sont légèrement différentes de celles du CDP. Elle est également desservie par le Bethpage Union Free School District, le Island Trees Union Free School District, le Plainedge Union Free School District et le Hicksville Union Free School District, dont les limites comprennent des parties de certains hameaux environnants, notamment des parties de Old Bethpage, Plainview et Plainedge. La ville de Hempstead, sur son site web, inclut une petite partie de la localité de Bethpage qui se trouve dans le lieu désigné pour le recensement de Levittown.
Le premier colon serait le planteur Thomas Powell (1641–1722), qui s'y serait établi en 1687. Il est en tout cas établi qu'il acheta 4 000 ha de terre aux Indiens par contrat le 18 octobre 1695 : c'est sur cet espace, appelé depuis le Bethpage Purchase, que s'est édifiée Bethpage, ainsi que Farmingdale, Melville, North Massapequa, Plainedge et Plainview.